# Nemanja Pejčinović
Nemanja Pejčinović (en serbe en écriture cyrillique : Немања Пејчиновић), né le 4 novembre 1987 à Kragujevac (Serbie), est un footballeur international serbe, évoluant au poste de défenseur central.

## Biographie
Initialement prêté avec option d'achat par le FK Rad Belgrade, le club niçois lève l'option d'achat en décembre 2010 et le fait signer jusqu'en 2014.
Il formait la charnière centrale de l'OGC Nice avec Renato Civelli. Il marque son premier but avec l'OGC Nice le 5 février contre Sochaux, en reprenant de la tête un long coup franc d'Anthony Mounier.
Le 9 juillet 2018, il s'engage avec le Changchun Yatai pour 2 ans. 

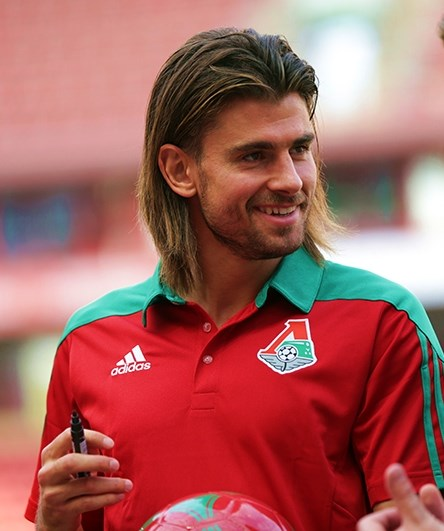
Nemanja Pejčinović avec le Lokomotiv Moscou

## Palmarès

### En club
- Vainqueur de la Coupe de Russie en 2015 et 2017 avec le Lokomotiv Moscou.
- Championnat de Russie en 2018

### En équipe nationale
- 4 sélections et 0 but avec l'équipe de Serbie entre 2008 et 2016.